# Børge Børresen
Børge Anders Børresen (født 25. maj 1919 i Vejle, død 4. marts 2007 smst) var en dansk sejlsportsmand og bådebygger. Han er kendt for sit pionerarbejde i udviklingen af drage-båden, som han byggede den første danske udgave af i 1936 sammen med sin bror Albert. Siden blev han en af verdens mest velanskrevne drage-byggere, lige som han selv aktivt sejlede kapsejlads i båden. Blandt hans meriter her kan nævnes, at han sammen med Jesper Bank blev verdensmester i Travemünde i båden i så høj en alder som 74 år i 1993.
Sammen med Albert grundlagde han Børresens Bådebyggeri i 1939. 
Børge Børresen var ligeledes aktiv i det organisatoriske arbejde med dragesejlads som formand for Dansk Drageklub og vicepræsident i den Internationale Drageklub. Han var æresmedlem i Dansk Drageklub, hvor han gjorde et kæmpearbejde.
Børge udmærkede sig ved at være en særdeles fair sportsmand. Lavede han en erkendt fejl, der generede andre både under en kapsejlads, trak han sig omgående ud af sejladsen.